# Florian Mayer
Florian Mayer (Bayreuth, 5 ottobre 1983) è un ex tennista tedesco.

## Biografia
Florian Mayer ha raggiunto il suo best-ranking della carriera in singolare il 6 giugno 2011 piazzandosi al n° 18 della classifica ATP. Sempre nel 2011, Mayer ha vinto il suo primo titolo ATP dopo le precedenti quattro sconfitte in finale. Inoltre, ha vinto dieci tornei nel circuito Challenger.
Al Torneo di Wimbledon del 2004, Mayer ha raggiunto i quarti di finale, che è anche il suo miglior risultato Slam fino ad oggi. Otto anni più tardi, Mayer ha fatto il suo secondo quarto di finale in uno Slam, ancora una volta a Wimbledon.
La vittoria più grande della sua carriera arriva nel 2011 a Shanghai quando batte Rafael Nadal.

## Statistiche

### Singolare

#### Vittorie (2)
| Legenda              |
| Grande Slam (0)      |
| ATP Finals (0)       |
| ATP Masters 1000 (0) |
| ATP Tour 500 (1)     |
| ATP Tour 250 (1)     |

| Numero | Data              | Torneo                              | Superficie  | Avversario in finale | Punteggio     |
| 1.     | 25 settembre 2011 | BRD Năstase Țiriac Trophy, Bucarest | Terra rossa | Pablo Andújar        | 6-3, 6-1      |
| 2.     | 19 giugno 2016    | Halle Open, Halle                   | Erba        | Alexander Zverev     | 6-2, 5-7, 6-3 |

#### Finali perse (5)
| Legenda                                     |
| Grande Slam (0)                             |
| ATP Finals (0)                              |
| ATP Masters 1000 (0)                        |
| ATP Tour 500 (1)                            |
| ATP International Series / ATP Tour 250 (4) |

| Numero | Data            | Torneo                           | Superficie  | Avversario in finale | Punteggio        |
| 1.     | 1º agosto 2005  | Orange Warsaw Open, Varsavia (1) | Terra rossa | Gaël Monfils         | 6(6)–7, 6-4, 5-7 |
| 2.     | 31 luglio 2006  | Orange Warsaw Open, Varsavia (2) | Terra rossa | Nikolaj Davydenko    | 2-6, 3-6         |
| 3.     | 24 ottobre 2010 | Stockholm Open, Stoccolma        | Cemento (i) | Roger Federer        | 4-6, 3-6         |
| 4.     | 1º maggio 2011  | BMW Open, Monaco di Baviera      | Terra rossa | Nikolaj Davydenko    | 3-6, 6-3, 1-6    |
| 5.     | 30 luglio 2017  | German Open, Amburgo             | Terra rossa | Leonardo Mayer       | 4-6, 6-4, 3-6    |

### Doppio

#### Finali perse (1)
| Legenda                                     |
| Grande Slam (0)                             |
| ATP Finals (0)                              |
| ATP Masters 1000 (0)                        |
| ATP Tour 500 (0)                            |
| ATP International Series / ATP Tour 250 (1) |

| Numero | Data           | Torneo                      | Superficie  | Compagno        | Avversari in finale       | Punteggio     |
| 1.     | 25 aprile 2005 | BMW Open, Monaco di Baviera | Terra rossa | Alexander Waske | Mario Ančić Julian Knowle | 3-6, 6-1, 3-6 |

### Tornei minori

#### Singolare

##### Vittorie (10)
| Legenda tornei minori |
| Challenger (9)        |
| Futures (1)           |

| Numero | Data             | Torneo                                      | Superficie  | Avversario in finale | Punteggio           |
| 1.     | 28 luglio 2003   | San Pietroburgo                             | Terra rossa | Michal Mertiňák      | 4-6, 7-6, 6-1       |
| 2.     | 17 novembre 2003 | Gran Canaria                                | Terra rossa | Iván Navarro         | 4-6, 7-6, 6-1       |
| 3.     | 15 marzo 2004    | Città del Messico                           | Terra rossa | Adrián García        | 6-4, 6-3            |
| 4.     | 5 giugno 2006    | Schickedanz Open, Fürth                     | Terra rossa | Torsten Popp         | 6-3, 6-1            |
| 5.     | 24 luglio 2006   | Tampere Open, Tampere                       | Terra rossa | Ernests Gulbis       | 7-6, 2-6, 6-3       |
| 6.     | 14 agosto 2006   | S Tennis Masters Challenger, Graz           | Cemento     | Rainer Schüttler     | 6-4, 5-7, 6-2       |
| 7.     | 16 marzo 2009    | SAT Khorat Open, Bangkok                    | Cemento     | Danai Udomchoke      | 7-5, 6-2            |
| 8.     | 31 maggio 2009   | Baden Open, Karlsruhe                       | Terra rossa | Dustin Brown         | 6-2, 6-4            |
| 9.     | 10 gennaio 2010  | Internationaux de Nouvelle-Calédonie, Numea | Cemento     | Flavio Cipolla       | 6-3, 6-0            |
| 10.    | 21 marzo 2010    | BMW Tennis Championship, Sunrise            | Cemento     | Gilles Simon         | 6-4, 6-4            |
| 11.    | 9 giugno 2012    | UniCredit Czech Open, Prostějov             | Terra rossa | Jan Hájek            | 7–6(1), 3–6, 7–6(3) |